# Казарма 1325 км
Казарма 1325 км — населённый пункт в Чернушинском районе Пермского края, недалеко от обгонного железнодорожного пункта Трун. Входит в состав Труновского сельского поселения.

## География
Расположен в восточной части Буйской волнистой равнины, на равнинно-холмистом Приуралье, на отрогах Тулвинской возвышенности, в зоне широколиственно-хвойных лесов, испытавших заметное антропогенное воздействие.
Климат
умеренно континентальный. Характерна продолжительная зима и довольно жаркое лето. Значительны суточные и годовые амплитуды температур. Годовая амплитуда температур составляет 50—60 °C.
Среднегодовая температура воздуха +1,5 °C; средняя температура января −15,6 °C; средняя температура июля +18,4 °C.

## История
Возник как поселение железнодорожников и их семей во время строительства в 1913—1920 годы железной дороги Казань-Екатеринбург (Казанбургской) как части Транссибирской железнодорожной магистрали.

## Население
| 2010 |
| ---- |
| 0    |

В 2005 году численность населения составляла 10 человек.
По результатам переписи 2010 года численность населения составила 0 человек.
Национальный состав
Согласно результатам переписи 2002 года, в национальной структуре населения
русские составляли 56 %, татары — 44 % из 9 чел.

## Инфраструктура
Путевое хозяйство Горьковской железной дороги. Действует остановочный пункт 1325 км.

## Транспорт
1325 км доступен автомобильным и железнодорожным транспортом.